# Saint-Maixent
Saint-Maixent är en kommun i departementet Sarthe i regionen Pays de la Loire i nordvästra Frankrike. Kommunen ligger i kantonen Montmirail som tillhör arrondissementet Mamers. År 2022 hade Saint-Maixent 741 invånare.

## Befolkningsutveckling
Antalet invånare i kommunen Saint-Maixent
| Referens: INSEE |